# Dabar (żupania splicko-dalmatyńska)
Dabar – wieś w Chorwacji, w żupanii splicko-dalmatyńskiej, w gminie Hrvace. W 2011 roku liczyła 22 mieszkańców.